# Neoavga pilosa
Neoavga pilosa är en stekelart som beskrevs av Sergey A. Belokobylskij 1989. Neoavga pilosa ingår i släktet Neoavga och familjen bracksteklar. Inga underarter finns listade i Catalogue of Life.